# L'Arc~en~Ciel
L'Arc-en-Ciel (ラルク アン シエル, Raruku an Shieru, "L'Arc de Sant Martí" en francès) són un grup de rock japonès, que fou formada 1991. El grup ha venut més de 13 milions d'àlbums, 16 milions de senzill, i milions d'altres unitats, com a vídeos. Estan situats el 58, a la llista top 100 de músics de pop al Japó, feta per HMV en 2003.